# Katarina Barley
Katarina Barley (Colonia, 19 novembre 1968) è una politica e avvocato tedesca, Europarlamentare dal 2019 e vicepresidente del Parlamento europeo dal 2019 al 2024. Barley è membro del PSE e dell'SPD ed in precedenza ha servito più volte come ministra nei governi Merkel III e IV dal 2017 al 2019.

## Biografia
Cresce a Colonia, figlia di un giornalista inglese del Lincolnshire che lavorava in Germania per una emittente radiofonica in lingua inglese, la Deutsche Welle, e di una dottoressa tedesca originaria dell'allora Germania Est e scappata nel 1945 con la famiglia nella parte occidentale del Paese per sfuggire all'esercito sovietico. Ha cittadinanza inglese e tedesca.
Si diploma nel 1987 al Gymnasium Rodenkirchen di Colonia, successivamente studia giurisprudenza presso l'Università Philipps di Marburgo e quindi l'Università di Parigi-Sud, ottenendo nel 1990 il Diplôme de droit français (diploma di diritto francese).  Dopo il primo esame di stato nel 1993, Barley inizia il dottorato con Bodo Pieroth all'Università di Münster, completandolo nel 1998.  Dopo il secondo esame di stato nel 1998, lavora come avvocato per uno studio legale di Amburgo specializzato in diritto medico prima di passare al servizio scientifico del parlamento statale della Renania-Palatinato.  Quindi è ricercatrice presso la Corte costituzionale federale con Renate Jaeger, in seguito giudice presso il tribunale distrettuale di Treviri e presso il tribunale distrettuale di Wittlich.  Dal 2008 fino alla sua elezione al Bundestag è stata consulente presso il ministero della Giustizia e della tutela dei consumatori di Magonza sotto la guida dei ministri Heinz Georg Bamberger e Jochen Hartloff.  Dal 2010 Barley è membro del Public Officials Council di ver.di.

## Carriera politica
Si iscrive alla SPD nel 1994. Nel 2013 viene eletta per la prima volta al Bundestag per il collegio di Treviri. Nell'ambito del gruppo parlamentare della SPD si iscrive al Movimento della sinistra parlamentare, che raggruppa i deputati più progressisti. Nel 2015 il leader della SPD Sigmar Gabriel la propone per il ruolo di segretario generale del partito, ruolo che ricopre fino al 2017 quando lancia la campagna elettorale per le elezioni federali insieme al nuovo leader Martin Schulz.
Nel maggio 2017, Schulz la indica come nuova ministra della famiglia, degli anziani, delle donne e della gioventù per sostituire Manuela Schwesig eletta ministra presidente del land del Meclemburgo-Pomerania Anteriore. Nel breve periodo delle contrattazioni per la formazione del nuovo governo dopo le elezioni 2017 ricopre ad interim anche la carica di ministro del lavoro per sostituire Andrea Nahles dimessasi per diventare leader del gruppo parlamentare della SPD.
Nel nuovo Governo Merkel IV, insediatosi il 14 marzo 2018, diviene ministra della giustizia. Nell'ottobre 2018 la SPD annuncia la sua candidatura alle elezioni europee del 2019, nelle quali viene eletta al Parlamento europeo. Il 3 luglio 2019 diventa Vicepresidente del Parlamento europeo.

## Vita privata
L'ex marito di Barley, Antonio, un avvocato, è un doppio cittadino spagnolo e olandese con padre spagnolo e madre olandese; si sono conosciuti quando entrambi hanno studiato a Parigi e hanno due figli. Dal 2018, Barley ha una relazione con l'allenatore di basket olandese Marco van den Berg. Si sono sposati nel giugno 2020.